# 湯 (姓)
湯（とう）は、漢姓のひとつ。『百家姓』の72番目。2007年の公安部の統計によると、中華人民共和国で100番目に多い姓だったが、2020年の中華人民共和国の統計では人数順の上位100姓に入っていない。一方、台湾の2018年の統計では77番目に多い姓で、36,479人がいる。しかし、宋以前の文献には湯という姓は珍しい。『通志』には呉人の姓とする。南唐から宋にかけての湯悦（中国語版）はもと殷崇義という名であったのを改めた（おそらく殷の湯王に由来）。

## 著名な人物
- 湯顕祖 - 明の劇作家。『牡丹亭』などの作者。
- 湯恩伯 - 中華民国の軍人。
- 湯唯 - 女優、歌手。
- カレン・トン（湯宝如）- 香港の女優、歌手。
- 湯漢 - カトリック香港教区司教、枢機卿。
- 湯燦 - 中華人民共和国の歌手。

### 西洋人の中国名
- アダム・シャール（湯若望）- ドイツのイエズス会士。

### 架空の人物
- 湯隆 - 『水滸伝』の登場人物。

## 日本の姓
湯（ゆ）は、日本の姓。
- 湯惟宗 - 戦国時代の武将。